# 縄田修
縄田 修（なわた おさむ、1952年11月 - ）は、日本の警察官僚。大阪府警察本部長などを歴任。

## 来歴・人物
東京都出身。甲陽学院高等学校を経て（52回卒）、京都大学法学部卒業。
1975年警察庁入庁。高知県警察本部長、警視庁刑事部長、警察庁長官官房首席監察官などを歴任し、2005年7月から警察庁刑事局長を務めた。2007年9月3日大阪府警察本部長就任。2009年3月31日退官。
大阪府警察本部刑事部捜査第二課長時代に豊田商事事件を担当し、印象深い事件として述懐している。

## 出展・参考文献
- 小山善一郎・石丸陽編 『日本警察官僚総合名鑑』 新時代社、2005年。ISBN 4-7874-9105-9。
- 論究ジュリスト（2015年冬号）No.12 「新たな刑事司法制度」の構築　意見集―「新たな刑事司法制度」への視点「不易流行」――新たな刑事司法制度と警察捜査 縄田修

| スタブアイコン | サブスタブ | この項目は、まだ閲覧者の調べものの参照としては役立たない、人物に関連した書きかけの項目です。この項目を加筆・訂正などしてくださる協力者を求めています（P:人物伝/PJ:人物伝）。 |